# شمس (سوره)
سوره شمس نود و یکمین سورهٔ قرآن است که در مکه نازل شده و دارای ۱۵ آیه است. کلمه شمس در عربی به معنی خورشید است و به‌طور متعدد در قرآن به کار رفته‌است.

## نزول
بعد از سوره قدر (و به نقل برخی بعد از سوره حج) در سال دوم بعثت در مکه نازل شده‌است.

## محتوای سوره
این سوره در حقیقت سوره تهذیب نفس است. در آغاز سوره به ۱۱ موضوع مهم از عالم خلقت و ذات پاک خداوند برای اثبات این که رستگاری در گرو تهذیب نفس است قسم یاد شده، و بیشترین سوگندهای قرآن را (به‌طور جمعی) در خود جای داده‌است.
و در پایان به ذکر قوم ثمود، نمونه‌ای از اقوام گردنکش می‌پردازد؛ که به خاطر ترک تهذیب نفس و کشتن ناقه ای که خداوند به عنوان معجزه پیامبرشان فرستاده بود، در شقاوت ابدی فرورفتند و خداوند آن‌ها را به مجازات شدیدی گرفتار کرد.

### متن و معنی سوره شمس
بِسمِ اللهِ الرّحمنِ الرّحیم
وَالشَّمسِ وَ ضُحیها* وَاَلقَمَرِ اِذا تَلیها*وَالنَّهارِ اِذاجَلّیها* وَالَّلیلِ اِذایَغشیها* وَالسَّماءِوَما بَنیها* وَالاَرضِ وَما طَحیها* وَ نَفسٍ وَما سَوّیها* فَاَلهَمَها فُجُورَها وَ تَقویها* قَد اَفلَحَ مَن زَکّیها*وَقَد خابَ مَن دَسّیها* کَذَّبَت ثَمُودُ بّطَغویها* اِذِانبَعَثَ اَشقیها* فَقالَ لَهُم رَسُولُ اللهِ ناقَةَاللهِ وَسُقیها* فَکَذَّبوُهُ فَعَقَرُوها فَدَمدَمَ عَلَیهم رَبُّهُم بِذَنبهم فَسَوّیها* وَلا یَخافُ عُقبیها*
قسم به آفتاب و تابش آن هنگام رفعتش* قسم به ماه که پیرو آفتاب تابان است* و قسم به روز هنگامی که جهان را روشن سازد* و به شب وقتی که عالم را در پرده سیاهی کشد* و قسم به آسمان بلند و آنکه این کاخ رفیع را بنا کرد* و به زمین و آنکه آن را بگسترد* و قسم به نفس و آن که آن را نیکو بیافرید* و به او شر و خیر او را الهام کرد* که هرکس نفس ناطقه خود را از گناه و بد کاری پاک و منزه سازد به یقین رستگار خواهد بود* و هر که او را به کفر و گناه پلید گرداند البته زیانکار خواهد گشت* طایفه ثمود از غرور و سرکشی پیغمبر خود صالح را تکذیب کردند* هنگامی که شقی ترینشان برانگیخته شد* و رسول خدا صالح به او گفت این ناقه آیت خداست از خدا بترسید و او را سیراب گردانید* آن قوم رسول را تکذیب و ناقه او را پی کردند خدا هم آنان را به کیفر ظلم و گناهشان هلاک ساخت و شهرشان را با خاک یکسان نمود* و هیچ باک از هلاک آنها نداشت*

## تفسیر سوره
در روایتی از جعفر صادق دربارهٔ کلام خداوند آمده‌است که منظور از آیه «والشمس و ضحاها» (سوگند به خورشید و تابندگی اش)، محمد است که خداوند به وسیله او دین را برای مردم آشکار کرد؛ و منظور از آیه «والقمر اذا تلاها» (سوگند به ماه که از پی خورشید رود) علی است که خداوند علم را در او قرار داد و او از پی محمد درآمد؛ و منظور از «والنهار اذا جلاها» (سوگند به روز چون زمین را روشن گرداند) حسن و حسین و فرزندان فاطمه از نسل محمد تا مهدی هستند که تاریکی جور و ستم را روشن می‌گردانند و هرکس که دربارهٔ دین خدا از ایشان سؤال بپرسد آن را روشن می‌گرداند؛ و منظور از آیه «واللیل اذا یغشاها» (سوگند به شب چو پرده بر آن پوشد) پیشوایان جور هستند، کسانی که بدون توجه به محمد و خاندانش در جایگاهی نشستند که ایشان (محمد و خاندانش) به آن سزاوارتر بودند و اینگونه دین خدا را با جور و ستم پوشاندند؛ و منظور از «والسماء و ما بناها» (سوگند به آسمان و آنکس که آن را برافراشت) محمد است.

## فضیلت سوره
- در حدیثی از محمد آمده‌است:

هرکس آن را بخواند گوئی به تعداد تمام اشیائی که خورشید و ماه برآنها می‌تابد، در راه خدا صدقه داده‌است.
- جعفر صادق:

هر کس سوره شمس را قرائت کند در روز قیامت تمامی اعضای بدن او و اشیای کنار او به سود او گواهی می‌دهند و خداوند می‌فرماید: شهادت شما در مورد بنده ام می‌پذیرم و به او پاداش می‌دهم او را تا بهشت همراهی کنید تا هر آنچه که دوست دارد برگزیند نعمت‌های بهشتی بر او گوارا باشد.